# Брајан Маклелан
Брајан Маклелан (енгл. Brian McClellan; Кливленд, 25. јануар 1986) је амерички писац епске фантастике. Најпознатији је по својој трилогији о Барутном магу, која је преведана на српски језик.

## Биографија
Почео је да пише са петнаест година на сајтовима посвећеним серијалу Точак времена, и завршио касније студије енглеског језика на Универзитету Бригам Јанг, где је упознао Брандона Сандерсона, и ишао на књижевну радионицу код њега, а касније у литерарни камп Орсона Скота Карда. Његов први роман Обећање крви објављен је 2013. године, и добио је награду Морнингстар за најбољег нојвајлију у домену фантастике.

## Дела

### Дела преведена на српски
- Обећање крви (2019, Вулкан издаваштво), први део о Барутном магу
- Гримизни поход (2020, Вулкан издаваштво), други део о Барутном магу
- Јесења република (2021. Вулкан издаваштво), трећи део о Барутном магу
- Луди копљаници (2023, Жир издаваштво)[4]